# Grup de l'acantita
El grup de l'acantita és un grup de minerals sulfurs, que contenen argent, amb una fórmula química similar a la de l'acantita. Està integrat per tres espècies minerals: l'acantita, químicament un sulfur de plata, l'aguilarita, un sulfur de plata que conté seleni, i la cervel·leïta, un sulfur de plata amb teŀluri.
| Espècie      | Fórmula |
| ------------ | ------- |
| Acantita     | Ag₂S    |
| Aguilarita   | Ag₄SeS  |
| Cervel·leïta | Ag₄TeS  |

## Classificació
Segons la classificació de Nickel-Strunz, les tres espècies que integren el grup de l'acantita pertanyen a "02.BA: sulfurs metàl·lics amb proporció M:S > 1:1 (principalment 2:1) amb coure, plata i/o or», juntament amb els minerals següents: calcocita, djurleïta, geerita, roxbyita, anilita, digenita, bornita, bellidoïta, berzelianita, athabascaïta, umangita, rickardita, weissita, mckinstryita, stromeyerita, jalpaïta, selenojalpaïta, eucairita, naumannita, hessita, chenguodaïta, henryita, stützita, argirodita, canfieldita, putzita, fischesserita, penzhinita, petrovskaïta, petzita, uytenbogaardtita, bezsmertnovita, bilibinskita i bogdanovita.

## Jaciments
Els minerals del grup de l'acantita, tot i no tractar-se d'espècies gens comunes, han estat trobades a tots els continents del planeta a excepció de l'Antàrtida. Als territoris de parla catalana se n'ha pogut trobar l'acantita, l'espècie que dona nom al grup, als següents indrets: a la pedrera Berta, situada entre els municipis de Sant Cugat del Vallès i El Papiol (Baix Llobregat); a Prullans (Cerdanya); a la mina Atrevida, dins el municipi de Vimbodí i Poblet (Conca de Barberà), així com als propers jaciments de Coma Fosca, Roca de Ponent i Sant Miquel; i a la mina Balcoll, a la localitat de Falset (Priorat).